# Hadronyche flindersi
Hadronyche flindersi is een spinnensoort uit de familie Atracidae. De soort komt voor in Zuid-Australië.